# Festuca pseudodura
Festuca pseudodura är en gräsart som beskrevs av Ernst Gottlieb von Steudel. Festuca pseudodura ingår i släktet svinglar, och familjen gräs. Inga underarter finns listade i Catalogue of Life.